# Hallagölen (Tvings socken, Blekinge)
Hallagölen är en sjö i Karlskrona kommun i Blekinge och ingår i Nättrabyåns huvudavrinningsområde.